# آلیونا آندروک
آلیونا آندروک (اوکراینی: Альона Андрук؛ زادهٔ ۱۱ ژوئن ۱۹۸۷) دوچرخه‌سوار اهل اوکراین است.
وی از دوچرخه‌سواران بازی‌های المپیک تابستانی بوده است.